# Kurgani terület
A Kurgani terület (oroszul Курганская область)  az Oroszországi Föderáció tagja. Székhelye Kurgan. Határos nyugaton a Cseljabinszki területtel, északnyugaton a Szverdlovszki területtel, északkeleten a Tyumenyi területtel, délen és délkelten Kazahsztánnal. 2010-ben népessége  910 807 fő volt.

## Történelem
A Kurgani terület 1943. február 6-án jött létre, a Cseljabinszki és az Omszki terület egyes részeiből szervezték, de a következő évben egy részét az újonnan létrehozott Tyumenyi területhez csatolták.

## Népesség

### Nemzetiségi megoszlás
A lakosság döntő többsége orosz nemzetiségű, de más nemzetiségek is lakják, főleg tatárok, baskírok és kazakok.
Nemzetiségi összetétel:
|          | 1959-es népszámlálás | 1989-es népszámlálás | 2002-es népszámlálás | 2010-es népszámlálás |
| -------- | -------------------- | -------------------- | -------------------- | -------------------- |
| oroszok  | 925 466 (92,62%)     | 1 008 375 (91,37%)   | 932 613 (91,47%)     | 823 722 (90,44%)     |
| tatárok  | 19 567 (1,96%)       | 22 567 (2,04%)       | 20 899 (2,05%)       | 17 017 (1,87%)       |
| baskírok | 12 748 (1,28%)       | 17 548 (1,59%)       | 15 343 (1,5%)        | 12 257 (1,35%)       |
| kazakok  | 9 740 (0,97%)        | 15 817 (1,43%)       | 14 804 (1,45%)       | 11 939 (1,31%)       |
| összesen | 999 170              | 1 103 665            | 1 019 532            | 910 807              |

### Települések
A Kurgani terület városai (a városi cím elnyerésének évével), városi jellegű települései és jelentősebb (háromezer főnél népesebb vagy járási székhely) falusi települései a következők (2010. évi népességükkel):
| Magyar név         | Orosz név        | Rang                     | Város lett | Lélekszám | Közigazgatási beosztás             |
| ------------------ | ---------------- | ------------------------ | ---------- | --------- | ---------------------------------- |
| Kurgan             | Курган           | város                    | 1782       | 333 606   |                                    |
| Sadrinszk          | Шадринск         | város                    | 1737       | 77 756    |                                    |
| Almenyevo          | Альменево        | falu                     |            | 4 310     | Almenyevói járás                   |
| Belozerszkoje      | Белозерское      | falu                     |            | 4 141     | Belozerszkojei járás               |
| Vargasi            | Варгаши          | városi jellegű település |            | 9 254     | Vargasi járás                      |
| Dalmatovo          | Далматово        | város                    | 1947       | 13 911    | Dalmatovói járás                   |
| Zverinogolovszkoje | Звериноголовское | falu                     |            | 4 060     | Zverinogolovszkojei járás          |
| Kargapolje         | Каргаполье       | városi jellegű település |            | 8 433     | Kargapoljei járás                  |
| Krasznij Oktyabr   | Красный Октябрь  | városi jellegű település |            | 4 234     | Kargapoljei járás                  |
| Katajszk           | Катайск          | város                    | 1944       | 14 003    | Katajszki járás                    |
| Ketovo             | Кетово           | falu                     |            | 7 251     | Ketovói járás                      |
| Vvegyenszkoje      | Введенское       | falu                     |            | 4 537     | Ketovói járás                      |
| Ikovka             | Иковка           | falu                     |            | 4 672     | Ketovói járás                      |
| Lesznyikovo        | Лесниково        | falu                     |            | 5 056     | Ketovói járás                      |
| Proszvet           | Просвет          | falu                     |            | 3 149     | Ketovói járás                      |
| Kurtamis           | Куртамыш         | város                    | 1956       | 17 099    | Kurtamisi járás                    |
| Lebjazsje          | Лебяжье          | városi jellegű település |            | 6 452     | Lebjazsjei járás (Kurgani terület) |
| Makusino           | Макушино         | város                    | 1963       | 8 338     | Makusinói járás                    |
| Miskino            | Мишкино          | városi jellegű település |            | 8 034     | Miskinói járás                     |
| Mokrouszovo        | Мокроусово       | falu                     |            | 4 849     | Mokrouszovói járás                 |
| Petuhovo           | Петухово         | város                    | 1944       | 11 292    | Petuhovói járás                    |
| Polovinnoje        | Половинное       | falu                     |            | 4 645     | Polovinnojei járás                 |
| Gljagyanszkoje     | Глядянское       | falu                     |            | 3 964     | Tobolmenti járás                   |
| Szafakulevo        | Сафакулево       | falu                     |            | 3 629     | Szafakulevói járás                 |
| Celinnoje          | Целинное         | falu                     |            | 5 076     | Celinnojei járás                   |
| Csasztoozjorje     | Частоозёрье      | falu                     |            | 2 749     | Csasztoozjorjei járás              |
| Satrovo            | Шатрово          | falu                     |            | 5 688     | Satrovói járás                     |
| Sumiha             | Шумиха           | város                    | 1944       | 17 819    | Sumihai járás                      |
| Scsucsje           | Щучье            | város                    | 1945       | 10 973    | Scsucsjei járás                    |
| Jurgamis           | Юргамыш          | városi jellegű település |            | 7 616     | Jurgamisi járás                    |

## Közigazgatás és önkormányzatok
A közigazgatási járások neve, székhelye és 2010. évi népességszáma az alábbi:
| Magyar név                         | Orosz név              | Székhely                    | Lélekszám |
| ---------------------------------- | ---------------------- | --------------------------- | --------- |
| Almenyevói járás                   | Альменевский район     | Almenyevo                   | 12 412    |
| Belozerszkojei járás               | Белозерский район      | Belozerszkoje               | 16 934    |
| Celinnojei járás (Kurgani terület) | Целинный район         | Celinnoje                   | 17 187    |
| Csasztoozjorjei járás              | Частоозёрский район    | Csasztoozjorje              | 5 924     |
| Dalmatovói járás                   | Далматовский район     | Dalmatovo                   | 29 476    |
| Jurgamisi járás                    | Юргамышский район      | Jurgamis                    | 20 886    |
| Kargapoljei járás                  | Каргапольский район    | Kargapolje                  | 31 832    |
| Katajszki járás                    | Катайский район        | Katajszk                    | 23 991    |
| Ketovói járás                      | Кетовский район        | Ketovo                      | 55 427    |
| Kurtamisi járás                    | Куртамышский район     | Kurtamis                    | 32 155    |
| Lebjazsjei járás (Kurgani terület) | Лебяжьевский район     | Lebjazsje (Kurgani terület) | 16 557    |
| Makusinói járás                    | Макушинский район      | Makusino                    | 18 116    |
| Miskinói járás                     | Мишкинский район       | Miskino                     | 17 684    |
| Mokrouszovói járás                 | Мокроусовский район    | Mokrouszovo                 | 13 115    |
| Petuhovói járás                    | Петуховский район      | Petuhovo                    | 20 493    |
| Polovinnojei járás                 | Половинский район      | Polovinnoje                 | 12 255    |
| Sadrinszki járás                   | Шадринский район       | Sadrinszk                   | 27 360    |
| Satrovói járás                     | Шатровский район       | Satrovo                     | 18 446    |
| Scsucsjei járás                    | Щучанский район        | Scsucsje                    | 23 547    |
| Sumihai járás                      | Шумихинский район      | Sumiha                      | 28 499    |
| Szafakulevói járás                 | Сафакулевский район    | Szafakulevo                 | 13 120    |
| Tobolmenti járás                   | Притобольный район     | Gljagyanszkoje              | 14 592    |
| Vargasi járás                      | Варгашинский район     | Vargasi                     | 19 919    |
| Zverinogolovszkojei járás          | Звериноголовский район | Zverinogolovszkoje          | 9 518     |

## Politikai vezetés
A Kurgani terület élén a kormányzó áll:
- Alekszej Gennagyjevics Kokorin: 2014. februártól mb. kormányzó. Megválasztása után kormányzó: 2014. szeptember 26. – 2018. október 2.[4] A 2018. öszi sorozatos kormányzócserék idején, hivatali idejének lejárta előtt lemondott.
- Vagyim Mihajlovics Sumkov: 2018. október 2. – Putyin elnök rendeletével a kormányzói feladatokat ellátó megbízott. Megbízatása a következő kormányzói választásig szól.[5] A 2019. szeptember 8-i választáson kormányzóvá választották.[6]

Beiktatták hivatalába: szeptember 18-án.